# La Rivière-Enverse
La Rivière-Enverse ist eine französische Gemeinde im Département Haute-Savoie in der Region Auvergne-Rhône-Alpes.

## Geographie
La Rivière-Enverse liegt auf 645 m, nordöstlich von Cluses, etwa 40 Kilometer ostsüdöstlich der Stadt Genf (Luftlinie). Das Dorf erstreckt sich leicht erhöht am südlichen Rand des breiten Tals des Giffre, in den Savoyer Alpen, im Faucigny.
Die Fläche des 7,98 km² großen Gemeindegebiets umfasst einen Abschnitt der Savoyer Alpen. Die nördliche Grenze verläuft entlang dem Giffre, einem rechten Seitenfluss der Arve, der hier in einem breiten und weitgehend natürlichen Kiesbett von Osten nach Westen fließt. Vom Flusslauf erstreckt sich das Gemeindeareal südwärts über die Talaue und die bis zu 2 km breite Schwemmebene. Daran schließt ein kontinuierlich ansteigender Hang an, der im unteren Teil überwiegend von Wiesen bestanden, im oberen Teil jedoch bewaldet ist. Auf der Höhe östlich von Saint-Sigismond wird mit 1320 m die höchste Erhebung von La Rivière-Enverse erreicht.
Zu La Rivière-Enverse gehören die Siedlungen Cellières (650 m) und Le Plan (650 m), jeweils am südlichen Rand des Giffre-Tals, sowie zahlreiche Gehöfte. Nachbargemeinden von La Rivière-Enverse sind Taninges im Norden, Verchaix und Morillon im Osten, Arâches-la-Frasse und Saint-Sigismond im Süden sowie Châtillon-sur-Cluses im Westen.

## Geschichte
La Rivière-Enverse wurde erst 1770 eine von Flérier unabhängige Gemeinde.

## Sehenswürdigkeiten
Die Dorfkirche stammt aus dem 18. Jahrhundert.

## Bevölkerung
| Jahr                       | 1962 | 1968 | 1975 | 1982 | 1990 | 1999 | 2006 |
| Einwohner                  | 293  | 278  | 256  | 254  | 281  | 393  | 442  |
| Quellen: Cassini und INSEE |      |      |      |      |      |      |      |

Mit 490 Einwohnern (Stand 1. Januar 2022) gehört La Rivière-Enverse zu den kleinen Gemeinden des Département Haute-Savoie. Im Verlauf des 20. Jahrhunderts nahm die Einwohnerzahl aufgrund starker Abwanderung kontinuierlich ab (1901 wurden in La Rivière-Enverse noch 542 Einwohner gezählt). Seit Beginn der 1990er Jahre wurde jedoch wieder eine deutliche Bevölkerungszunahme verzeichnet.

## Wirtschaft und Infrastruktur
La Rivière-Enverse war bis weit ins 20. Jahrhundert hinein ein vorwiegend durch die Land- und Forstwirtschaft geprägtes Dorf. Heute gibt es verschiedene Betriebe des lokalen Kleingewerbes. Viele Erwerbstätige sind Wegpendler, die in den größeren Ortschaften der Umgebung ihrer Arbeit nachgehen.
Die Ortschaft liegt abseits der größeren Durchgangsstraßen an einer Verbindungsstraße, die von Châtillon-sur-Cluses nach Morillon führt. Der nächste Anschluss an die Autobahn A40 befindet sich in einer Entfernung von rund 14 km.